# 看看周圍
《看看周圍》是BBC二台的一齣英國電視喜劇節目，由彼得・塞拉菲諾威茨和羅伯特·波佩爾共同創作，並由尼格爾·藍伯特負責為第一季旁白。第一季《看看周圍》於2002年播出八集，每集皆為十分鐘的短片；第二季於2005年播出六集，每集長度改為三十分鐘。2003年時，《看看周圍》第一季獲得BAFTA獎項提名。

## 第一季
第一季中，每集都有一個作為主題的「教學模組」（modules），藉此形式向80年代早期的教育推廣電影和學校公益節目致敬，如ITV電視台的《實驗》系列和BBC的《學校》。每集都包含了不同的科學主題。
按播出順序，第一季的教學模組有：
1. 鈣（兩集併為一集的試播集）
2. 數學
3. 水
4. 病菌
5. 鬼魂
6. 硫
7. 音樂
8. 鐵
9. 腦

就喜劇表現手法而言，《看看周圍》結合信口胡謅和忠實戲仿，從中催生幽默。例如，節目向觀眾展示一些與現實日用品有相似之處的虛構物品。這些物品包括「萬惡箱」(boîte diabolique)，一具被安裝在鋼琴音階旁邊的盒子，鎖在盒中的琴鍵是「禁忌的音符」；以及「蓋瑞口香糖」(Garry gum)，一種強效型口香糖，副作用是引發腹瀉，必須食用「反蓋瑞口香糖」才能反制它。《看看周圍》每集都以「一面倒計時的鐘」開場，類似於1979年到1987年間ITV電視台的《學校》節目中所使用的時鐘。倒計時鐘的伴奏音樂，則採用與《學校》相同的旋律，但是改以吉他獨奏。而在「腦」的教學模組片頭，可以聽見吉他手在調音。
在第一季中，每個模組的主題都被扭曲得面目全非，例如節目稱「病菌」來自德國，還解釋威士忌是水與氮混製而成。「數學」模組則以扭曲偏誤的方式，展示了古老的阿赫摩斯(Ahmes)「七貓謎題」。此外，節目的主題是混淆的：例如在「水」的教學模組中，原本跟雞蛋有關的化學實驗變成了法語課程。每一集的構成都遵循著固定格式，先從主題介紹開始，再由一群倒霉（通常也是沈默的）科學家進行一系列愚蠢實驗。這些科學家由波佩爾、塞拉菲諾威茨、艾德格·萊特(Edgar Wright)等人飾演。
節目的色調和整體氛圍刻意複製20世紀80年代的教育推廣節目，佐以塞拉菲諾威茨和波佩爾化名為「Gelg」後，混音創作的仿真配樂。
節目中反覆出現的噱頭，是所有物品皆一絲不苟的用硬邊膠帶貼上標籤。例如吹風機、磁鐵、一瓶數學或一罐堅果（包含兩種類型的堅果，即食用型堅果和螺帽）。另一個反覆出現的笑點，是在實驗中使用虛構的設備和材料。例如「貝賽爾海姆板」嘲諷現實生活中的實驗室設備往往以其設計師命名（如：佩特里培養皿、厄倫麥爾燒瓶）。節目中，科學家經常用鉛筆指出實驗的關鍵要素，因為這些科學家在節目中「不說話」，有時這種指示動作使情境更為荒謬。比如用一支鉛筆指著另一支鉛筆；或用鉛筆指向巧克力，又指向某人，以說明巧克力是要送給某人的禮物。此外，節目旁白反覆提醒觀眾做筆記，並口頭提供一些信口胡謅、毫無價值的課程重點，請觀眾抄寫在手邊的課本中。
《看看周圍》以20分鐘的試播集與BBC簽約，獲得第一季的製播機會。
每集的最後，節目旁白會請觀眾『詳見下一個教學模組』，但這些被提及的主題實際上從未製播。以下是承諾觀眾、但從未製播的模組：
1. 香檳
2. 化妝品
3. 炸藥
4. 花卉
5. 搭便車
6. 義大利人
7. 雷鬼
8. 浪漫

在DVD Ceefax頁面上還有兩個觀眾從未見過的模組：
1. 血液
2. 進階數學

## 第二季
第二季一共六集，每集30分鐘，呈現方式模仿了《明日世界》一類的科學普及節目。此季的導演是蒂姆·柯克比(Tim Kirkby)，由製作過情境喜劇《辦公室風雲》的Ash Atalla擔任執行製片人。2005年1月31日至3月7日，晚間10點在BBC二台播出，包含以下主題：
1. 千禧年音樂
2. 健康
3. 運動
4. 餐飲
5. 電腦
6. 『現場直播』年度發明家總決賽

DVD收錄的劇組評論證實，這不是預設的播出順序，並解釋了一些反覆出現的笑點看起來不流暢的原因。
根據劇組評論，此節目的背景設定在1980、1981年左右。為了加強節目的舊式風格，每一集都以一則連續性報導開場（通常由Serafinowicz念白，他藉著誇張的呼吸和嘴形模仿早期麥克風造成的效果），模仿BBC二台在1979年至1986年間在三維屏幕的BBC Two Ident前播報的形式。有別於採用16:9寬螢幕拍攝的第一季，第二季以4:3製拍，以模仿80年代早期使用的電視格式。此外，室外場景的影像素材是以16毫米膠片拍攝，仿製早期外景拍攝的規格。 第一集的特色是《Top of the Pops》風格的引言，以及20世紀80年代早期TOTP在節目上所使用的真實主題曲，Phil Lynott創作的〈Yellow Pearl〉。